# Hygrochroa brückneri
Hygrochroa brückneri är en fjärilsart som beskrevs av Max Wilhelm Karl Draudt 1929. Hygrochroa brückneri ingår i släktet Hygrochroa och familjen silkesspinnare. Inga underarter finns listade i Catalogue of Life.